# United States of Love
Pour plus de détails, voir Fiche technique et Distribution.
United States of Love (Zjednoczone Stany Miłości) est un film polonais réalisé par Tomasz Wasilewski, sorti en 2016. Il est présenté en sélection officielle à la Berlinale 2016 où il remporte l'Ours d'argent du meilleur scénario.

## Fiche technique
- Titre original : Zjednoczone Stany Miłości
- Titre français : United States of Love
- Réalisation : Tomasz Wasilewski
- Scénario : Tomasz Wasilewski
- Photographie : Oleg Mutu
- Pays d'origine : Pologne
- Format : Couleurs - 35 mm - 2,35:1
- Genre : drame
- Durée : 104 minutes
- Dates de sortie : 2016

## Distribution
- Julia Kijowska : Agata
- Magdalena Cielecka : Iza
- Dorota Kolak : Renata
- Marta Nieradkiewicz : Marzena
- Andrzej Chyra : Karol
- Łukasz Simlat : Jacek

## Distinctions

### Récompenses
- Berlinale 2016 : Ours d'argent du meilleur scénario